# 懷特島蒸汽鐵路

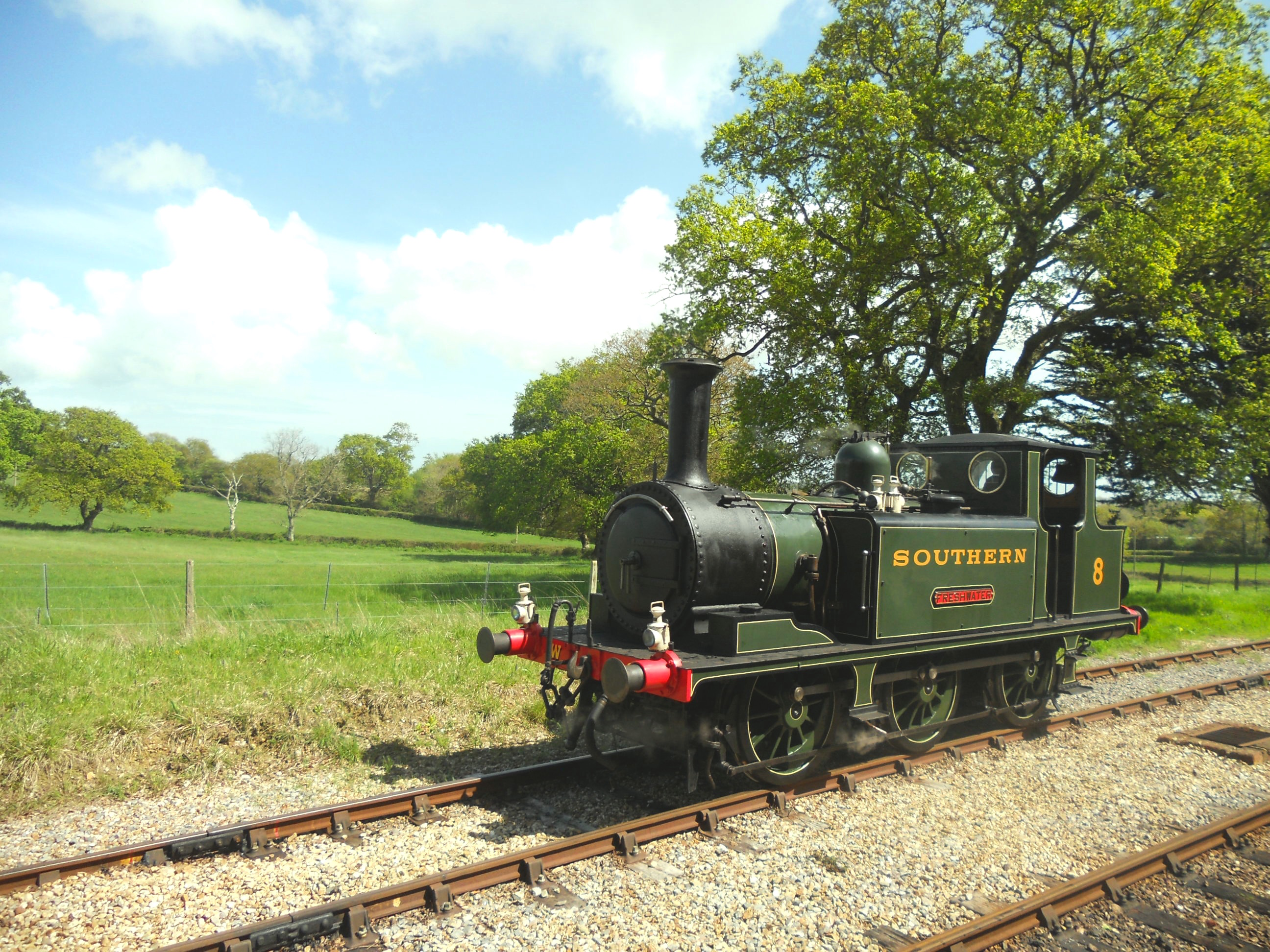
懷特島蒸汽鐵路

懷特島蒸汽鐵路（Isle of Wight Steam Railway）是英國英格蘭南部懷特島上的一條觀光鐵路路線，全長51⁄2英里（9）。懷特島蒸汽鐵路由懷特島鐵路公司所有並運營。日常運營大多由志願者負責。懷特島蒸汽鐵路在六月至九月的大多數時候運行，並在四月、五月、十月的部分天數和公共假日運行。懷特島蒸汽鐵路使用的大部分設備都是19世紀後期英國本土鐵路使用的物品，和其他保存鐵路相比具有特殊的歷史意義。

## 外部連結
- Isle of Wight Steam Railway （页面存档备份，存于）
- Isle of Wight Steam Railway photographs, WightCAM – photographically illustrated walks on the Isle of Wight.